# Євдокимово (Псковська область)
Євдокимово (рос. Евдокимово) — присілок в Печорському районі Псковської області Російської Федерації.
Населення становить 2 особи. Входить до складу муніципального утворення Лавровська волость.

## Історія
Від 2015 року входить до складу муніципального утворення Лавровська волость.

## Населення
| 2001 | 2002 | 2010 |
| ---- | ---- | ---- |
| 8    | ↘7   | ↘2   |